# ケリー・サベジの死
ケリー・サベジの死（ーのし、Death_of_Kelly_Savage）とは、日本の外国語指導助手であったケリー・ロバート・サベジ（1989年12月27日 - 2017年5月17日）が、日本の精神科医療における長期にわたる身体拘束で、命を落とした事件。
その死は国際的な抗議および日本国内での議論を引き起こした。
サベジはニュージーランドと米国の二重国籍者であり、2015年より2017年5月に死亡するまで鹿児島県志布志市で働いていた。

## 背景
ケリー・ロバート・サベジは、1989年12月27日、マイケル・レオナード・サベジとマーサ・ケイン・サベジを父母として、米国 リノで生まれた。兄は音楽学者のパトリック・エヴァン・サベジ、祖父は物理学者のエヴァン・オニール・ケインである。その後、家族とともにニュージーランドのウェリントン市に転居し、米国とニュージーランドの二重国籍者となった。
高校時代（オンスロー・カレッジに在学）、サベジは日本の文化と言語に関する関心を抱いた。ビクトリア大学ウェリントン校の学部生時代、サベジはうつ病を発症し、精神疾患のエピソードの帰結として2012年に5週間の入院を経験した。2015年5月、サベジは大学を卒業し、主専攻と副専攻の心理学と日本語学で学士号を得た。
2015年8月、サベジは日本のJETプログラムに参加し、鹿児島県志布志市で外国語指導助手の職に就いた。生徒や同僚との関係は、良好であった。

## 死亡に至る経緯
2017年初頭、サベジの精神科治療薬の服薬は不規則になった。2017年4月には、精神疾患の症状が再燃しはじめた。彼は病気休職し、横浜市に在住する兄のもとに身を寄せたが、症状は悪化した。すべての服薬を止めたため、言動が不安定になった。躁状態となり、4月30日に神奈川県の精神科病院である大和病院に措置入院することとなった。
サベジが自傷他害を行った事実はなく、病院到着時はどのような重大な症状も示していなかった。にもかかわらず、彼は入院時に両手首・両足首・腰の5点をベッドに拘束された。家族は5月3日 - 7日の期間、ゴールデンウイークにつき病院に充分な人員がいないという理由で、面会ができなかった。
10日間、ほぼ中断なく行われていた身体拘束の後、サベジは心肺停止状態となり、総合病院への転院まで蘇生措置が行われた。転院先の総合病院において、彼の心拍は再開し、生命維持装置を装着された。しかしながら、脳機能の損傷が重篤であり、意識を取り戻すことなく、5月17日に死亡した。総合病院の心臓専門医は、10日間にわたる身体拘束により、サベジが深部静脈血栓症（DVT）を発症しており肺塞栓症が引き起こされた可能性、それによって心停止した可能性を指摘した。
葬儀は日本で行われた後、ビクトリア大学ウェリントン校において6月29日に行われた。

## 社会の反応
遺族は大和病院に対し、診療録の開示および身体拘束の継続に関する調査を求めた。同病院はいかなる過誤も認めず、当初は診療録の開示も拒んでいた。
このため遺族は、メディアおよびニュージーランド外務省（MFAT）に働きかけた。また杏林大学教授であり精神科医療における身体拘束に関する著書のある長谷川利夫と面会した。長谷川の支援により、2017年7月19日、日本のメディアを対象とした記者会見が実現した。長谷川はさらに、行政に対して精神科治療における身体拘束を制限する働きかけを行う団体「精神科医療の身体拘束を考える会」を発足させた。
日本における記者会見に先立ち、6月13日、ニュージーランドのニュージーランド・ヘラルド紙およびラジオ局「ラジオ・ニュージーランド」が報道を開始していた。6月14日には、本件に関する日本での最初の記事が共同通信社の英字紙に配信された。
7月20日までに、ロイター・AP通信・ガーディアン・SBSを含むいくつかの主要国際ニュース媒体、および日本の「ジャパン・タイムズ」・読売新聞・朝日新聞が、この悲劇的な出来事を報道した。

## その後の展開
ニュージーランド外務省は遺族に代わって、日本の厚生労働省に対し、大和病院にサベジの診療録を遺族に開示させることを依頼した。診療録の内容は矛盾しており、サベジが静穏であったとする記述および身体拘束を要する状態にあったとする記述の繰り返しとなっていた。2021年、厚生労働省は精神科医療における身体拘束の実態に関する調査の結果を開示した。しかしながら、サベジの死に関する外部調査は、遺族の度重なる依頼にもかかわらず全く行われていない。
この出来事は、日本において精神科医療における身体拘束の使用に関する議論を活発化させた。読売新聞の2017年8月11日付け記事は、サベジの死に焦点を当て、日本の医療事故調査が内部関係者によって行われるという制度的欠陥について報道した。同社はさらに、国際比較に関する続報も行った。2019年6月には、日本の公共放送機関であるNHKが、ケリー・サベジ自身および身体拘束を使用しないニュージーランドの精神科医療に関する29分のドキュメンタリーを放送した。
2017年11月15日、28歳の日本人男性が精神科病院内で身体拘束された状態で死亡しているのが発見された。朝日新聞は、本件をサベジの事例とともに報道した。2018年、身体拘束の被害を受けた元患者および遺族が精神科病院に対して行った3件の提訴が報道された。
2018年11月、サベジの遺族は厚生労働省に対し、日本の精神科病院で行われている医療を世界からの調査団によって調査させることを求める書簡を送付した。本書感には、世界をリードする31名の精神科医らも署名した。世界精神医学会は本書簡に反応する形で、メンタルヘルスケアにおける強制を最小にすることを目的とする特命チームを発足させ、2020年に"Working Group on Implementing Alternatives to Coercion in Mental Health Care"と改名した。厚生労働省は毎年、精神科の入院患者のうち身体拘束や保護室への隔離が行われている人数を調査している。マーサ・サベジによる一連の働きかけは、2017年から2018年にかけて、日本の精神科病院において身体拘束を受けている患者数が9%減少するという結果に結びついた。身体拘束の減少が見られたのは、2003年につづいて2回目である。
2019年5月17日、「Radio New Zealand」のスーザン・ストロングマン（Susan Strongman）は、サベジの死に関する長文の記事を公開した。本記事は、ケリーと日本の精神医療システムに関する10分の動画ドキュメンタリー「死のベッド：ケリー・サベジの物語」とコラボレーションしたものである。監督 Luke McPakeは、個人ビデオジャーナリストを対象とする2020年のボイジャーメディア賞を受賞した。

## 国連人権理事会の普遍的定期審査
国連人権委員会が全加盟国を対象に開催する普遍的定期審査（UPR）において、各加盟国は5年おきに審査を受ける。日本が2017年11月14日にジュネーヴで受けた審査において、UPRはニュージーランドほか数ヶ国より、日本の精神科医療および障害者の処遇に関する懸念を報告された。審査後、ニュージーランド政府は、この懸念に関して日本領事館と対話した。2022年の審査においても、日本の身体拘束に関する懸念が表明された。